# Мария София Нойбургска
Мария София фон Пфалц-Нойбург (на немски: Marie Sophie von der Pfalz; * 6 август 1666, дворец Бенрат, Дюселдорф; † 4 август 1699, Лисабон) е германска принцеса от династията на Вителсбахите (линията Пфалц-Нойбург) и кралица на Португалия (1687 – 1699), като съпруга на португалския крал Педру II.

## Произход и ранни години
Тя е по-малка дъщеря на курфюрст Филип Вилхелм фон дер Пфалц (1615 – 1690) и втората му съпруга Елизабет Амалия фон Хесен-Дармщат (1635 – 1709), дъщеря на ландграф Георг II фон Хесен-Дармщат. Сестра ѝ Елеонора Магдалена се омъжва на 14 декември 1676 г. за император Леополд I. Най-големият ѝ брат Йохан Вилхелм се жени на 25 октомври 1678 г. за Мария Анна Йозефа Австрийска, дъщеря на император Фердинанд III. По-малката и сестра Мария-Анна се омъжва през 1690 г. за крал Карлос II от Испания.
Мария София получава добро образование в науките и музиката. Религиозно е обучавана от йезуит.

## Кралица на Потругалия
Мария София се омъжва на 2 юли 1687 г. в Хайделберг за крал Педру II от Португалия (1648 – 1706). Тя е втората му съпруга. Баща ѝ не може да даде исканата зестра от 100 000 гулдена. Съсловието от Пфалц-Нойбург подаряват на булката за сватбата 20 000 гулдена, една част от зестрата поема испанската корона, друга част съсловията от Юлих-Берг. Големите пътни разходи плаща нейният брат Йохан Вилхелм.
Истинската женитба се провежда на 30 август 1687 г. в катедралата на Лисабон. Нейният брат Лудвиг Антон я придружава до Испания и получава съобщение, че няма да е приет в Лисабон, понеже Педру II също не бил поканен за сватбата на Мария-Анна в Мадрид.
Тя умира на 4 август 1699 г. два дена преди нейния 33 рожден ден, в 6 часа вечерта. Погребана е в манастир Св. Виценте де Фора в Лисабон.

## Деца
Мария София Нойбургска има децата:
- Йохан Франц (*/† 1688), херцог на Браганса
- Жуау V (1689 – 1750), крал на Португалия, ∞ 1708 ерцхерцогиня Мария Анна Австрийска (1683 – 1754)
- Франц Ксавер (1691 – 1742), седми херцог на Бежа
- Франциска Ксавиера (*/† 1694)
- Антон Франц (1695 – 1757)
- Тереза Мария (1696 – 1704)
- Мануел Йозеф (1697 – 1766), граф на Оурен
- Франциска Йозефа (1699 – 1756)